# Ernst Outolny
Ernst Outolny (* 17. Oktober 1934 in Wien; † 6. November 2019) war ein österreichischer Politiker (SPÖ).

## Leben und Karriere
Ernst Outolny wurde am 17. Oktober 1934 in Wien geboren, wo er die Schule besuchte und nach absolvierter Pflichtschule seine Tätigkeit bei den Wiener Stadtwerke-Elektrizitätswerken aufnahm. Hier absolvierte er die Lehre für Elektrotechnik und legte im Jahre 1952 die Facharbeiterprüfung für Starkstrommonteure ab. Danach war er noch bis 1958 bei den Stadtwerken tätig, ehe er sich vollends der Kommunalpolitik widmete. Zuvor noch Obmann des Jugend-Vertrauensmännerausschusses der Wiener Stadtwerke übernahm er im Jahre 1958 das Amt des Sekretärs der SPÖ-Bezirksorganisation Rudolfsheim und bekleidete dieses Amt bis 1976. Mit 11. Juli 1968 schaffte er es, nach Ausscheiden seines Parteikollegen Maximilian Eder, in den Wiener Gemeinderat und Landtag, dem er daraufhin von der 9. bis zur 15. Wahlperiode angehörte.
Outolny, der bereits in seiner frühesten Jugend Mitglied der Sozialistischen Jugend war, übernahm gegen Ende seiner politischen Karriere den Vorsitz des Gemeinderates (25. Januar 1985 bis 1. März 1991), ehe er zum Zweiten Präsidenten des Wiener Landtags gewählt wurde und dieses Amt vom 1. März 1991 bis zu seinem Ausscheiden aus dem Wiener Gemeinderat und Landtag am 7. November 1994 bekleidete. Offiziell schied er bereits am 31. Oktober 1994 aus dem Landtag, wurde jedoch erst eine Woche später von Erika Stubenvoll als Zweiter Landtagspräsident abgelöst. Ernst Outolny war langjähriges Mitglied des Ausschusses für Umwelt und Sport sowie ebenso langjähriges Mitglied des Ständigen Ausschusses des Gemeinderates. Zeitlebens wurde Outolny mehrfach ausgezeichnet und geehrt; anzumerken ist hierbei vor allem das Goldene Ehrenzeichen für Verdienste um das Land Wien, das ihm am 10. November 1981 verliehen und am 14. April 1982 überreicht wurde.
Mit Stand Mai 2018 lebte Outolny im 15. Wiener Gemeindebezirk Rudolfsheim-Fünfhaus. Er wurde am Südwestfriedhof (Wien) bestattet.

## Ehrungen (Auswahl)
- Verleihung des Goldenen Ehrenzeichens für Verdienste um das Land Wien im Jahre 1981